# Ак-Суйський район
Район Ак-суу (кирг. Ак-суу району) — район Іссик-Кульської області Киргизстану. Центр району — село Теплоключенка. (у 1999—2003 роках — Каракол)

## Географія
Район розташований у східній частині Киргизстану, межує на півночі з Алматинською областю Казахстану, на сході з префектурою Аксу китайського СУАР. Дві найвищі гори Киргизстану Пік Перемоги і Хан-Тенгрі знаходяться в межах цього району.